# Greg Ham
Greg Norman Ham (Melbourne, 27 de setembro de 1953 — Melbourne, 19 de abril de 2012) foi um músico australiano. Ex-integrante da banda de pop-rock australiana 'Men At Work', de 1980 a 1985. Greg Ham era multi-instrumentista e percussionista de grande talento - tocava flauta, xilofone, saxofone, teclados, gaita, entre outros instrumentos.
O auge da banda foi nos anos 80. Inovando gêneros do rock com reggae. Os hits do 1o. álbum, 'Business as Usual' (1981) ficou nas primeiras paradas da Grã-Bretanha e nos Eua, simultaneamente (algo inédito para uma banda australiana) com mais de 12M de discos vendidos. Em 1983, veio a consagração - o grupo ganhou nos EUA o 'Grammy Awards' de melhor revelação daquele ano.
A partir de 1996, junto do líder e vocalista da banda, Colin Hay e outros músicos, excursionaram as Américas do Sul (incluindo o Brasil), América Central e do Norte como Men at Work. 
No Brasil, a banda fez um CD com shows ao vivo e Greg (fã de música brasileira) se apresentou em pequenos shows com Zeca Pagodinho e apreciou as canções de Ivete Sangalo nos carnavais da Bahia naquele ano. 
Em 2002, Greg Ham deixou de tocar com Colin Hay e passou a se apresentar em Melbourne com a banda 'Nudist Funk Orchestra'

## Batalha Judicial em 'Down Under'
Em 2010, a banda foi acusada em uma grave polêmica que mudaria a vida de Greg para sempre. Uma acusação de plágio iniciada desde 2009 pela editora 'Larrikin Music Publishing', na melodia 'Kookaburra sits in the old gum tree”. Uma antiga canção infantil para escoteiras escrita por uma professora - Marion Sinclair - e realizada em 1932. Era semelhante ao riff da flauta no clássico hit "Down under". O processo judicial foi tumultuado durante 3 anos e a banda perdeu a causa e condenada a pagar 5% dos direitos autorais da canção na renda adquirida desde 2002. Foram intimados a gravadora EMI Songs Australia junto com Colin Hay e Ron Strykert. Embora a condenação ficasse longe do que foi pedido pela editora (60% dos direitos) e revertidos em 5%, Greg Ham chegou a dizer que temia pelo seu futuro financeiro, pois poderia perder a casa para pagar os advogados. 
Como previa, o caso afetou-o financeiramente. O músico vendeu uma grande propriedade que possuía desde o auge da banda e mudou-se para uma casa mais modesta em Carlton North, subúrbio norte de Melbourne.  
Colin Hay (líder da banda e grande amigo de Greg) tempos depois da sentença afirmou sobre a editora: "Foi terrível em seu oportunismo e terrível em sua ganância. E acho que isso ficará mais claro com o passar do tempo."   
No fim, a condenação por plágio causou-lhe depressão. Mais tarde, em uma entrevista, Greg afirmou: "Isso destruiu minha música. Estou muito desapontado e triste. E, infelizmente, essa será a maneira como nossos fãs vão lembrar de nosso single. Na forma de copiar algo'.  
Nos anos seguintes, para complementar renda, o músico dava aulas de violão na Escola Primária de Carlton North, em Melbourne.  

## Morte
Greg, nos últimos anos, morava sozinho. O amigos revelaram que ele ficava mais em casa e travava uma difícil batalha contra a heroína e o álcool. Foi encontrado morto em sua casa, em Carlton North, Melbourne, Austrália, por amigos que estranharam sua ausência no telefone e celular. Era 19 de abril de 2012, pouco antes do meio-dia. Tinha 58 anos, a 'causa mortis' não ficou esclarecida além da parada cardíaca, mas suspeita-se de overdose. Era divorciado e deixou 2 filhos. 